# James Trifunov
James Trifunov, detto Jim (Jarkovac, 18 luglio 1903 – Winnipeg, 27 giugno 1993), è stato un lottatore canadese, specializzato nella lotta libera.

## Palmarès

### Olimpiadi
- 1 medaglia:
  - 1 bronzo (Amsterdam 1928 nella lotta libera, pesi gallo)

### Giochi dell'Impero Britannico
- 1 medaglia:
  - 1 oro (Hamilton 1930 nella lotta libera, pesi gallo)